# Phymanthus levis
Phymanthus levis is een zeeanemonensoort uit de familie van de Phymanthidae. De wetenschappelijke naam van de soort is voor het eerst geldig gepubliceerd in 1898 door Kwietniewski.